# Pásztor Emese
Pásztor Emese (1988) az Eötvös Loránd Tudományegyetem Állam- és Jogtudományi Kar oktatója, Társaság a Szabadságjogokért politikai szabadságjogi projekt vezetője.

## Élete
Pásztor Emese 1988-ban született.
2011-ben szerzett jogi diplomát az ELTE Állam- és Jogtudományi Karán, majd 2014-ben kezdte meg tanulmányait a kar doktori iskolájában. Diplomázását követően dolgozott az Független Rendészeti Panasztestületnél. 2014 és 2018 közt az Eötvös Károly Közpolitikai Intézet jogász-kutatója volt. Jogi szakvizsgát 2016-ban tett. 2017-es abszolválásával egy időben elvégezte az egyetem Európai Emberi Jogi Mesterjogász képzését. 2017-től kezdődően az ELTE ÁJK alkotmányjogi tanszékén egyetemi tanársegéd. Fő kutatási témája az alapjogi családfogalom és az állami beavatkozás határai a családi magánszférába. 
2019-ben kezdett el a TASZ jogászaként dolgozni. A politikai szabadságjogi projekt projektvezetője jelenleg (2022).

## Közéletben
A közélet aktív résztvevője, a nyilvánosságban gyakran lehet látni és hallani, tévében, rendezvényeken és rádióműsorokban is megfordult már:
- Az ATV-n többször megjelent, adott interjút mint például:
  - Meg kell védeni a politikusokat az újságíróktól? (2018)[7]
  - Orbán és Karácsony egyszerre kezdeményezett népszavazást: Orbán örülhet, Karácsony nem (2021)[8]
  - Jogtalanul utasította ki az EMMI a kórházakból a sajtót (2022)[9]
  - Háborús veszélyhelyzet: Még tovább csökken a parlament jelentősége? (2022)[10]

- Szerepelt a Klubrádió adásaiban is:
  - Egy OLAF-jelentés margójára - Pásztor Emese a Klubrádióban (2022)[11]
  - Meddig lesz itt veszélyhelyzet? - Pásztor Emese a Klubrádióban (2021)[12]
- TASZ egyik rendezvényén:
  - Drogmentes (?!) Magyarország Megafon est (2020)[13]

## Publikációi
- https://m2.mtmt.hu/gui2/?type=authors&mode=browse&sel=authors10049104